# Lateralplan

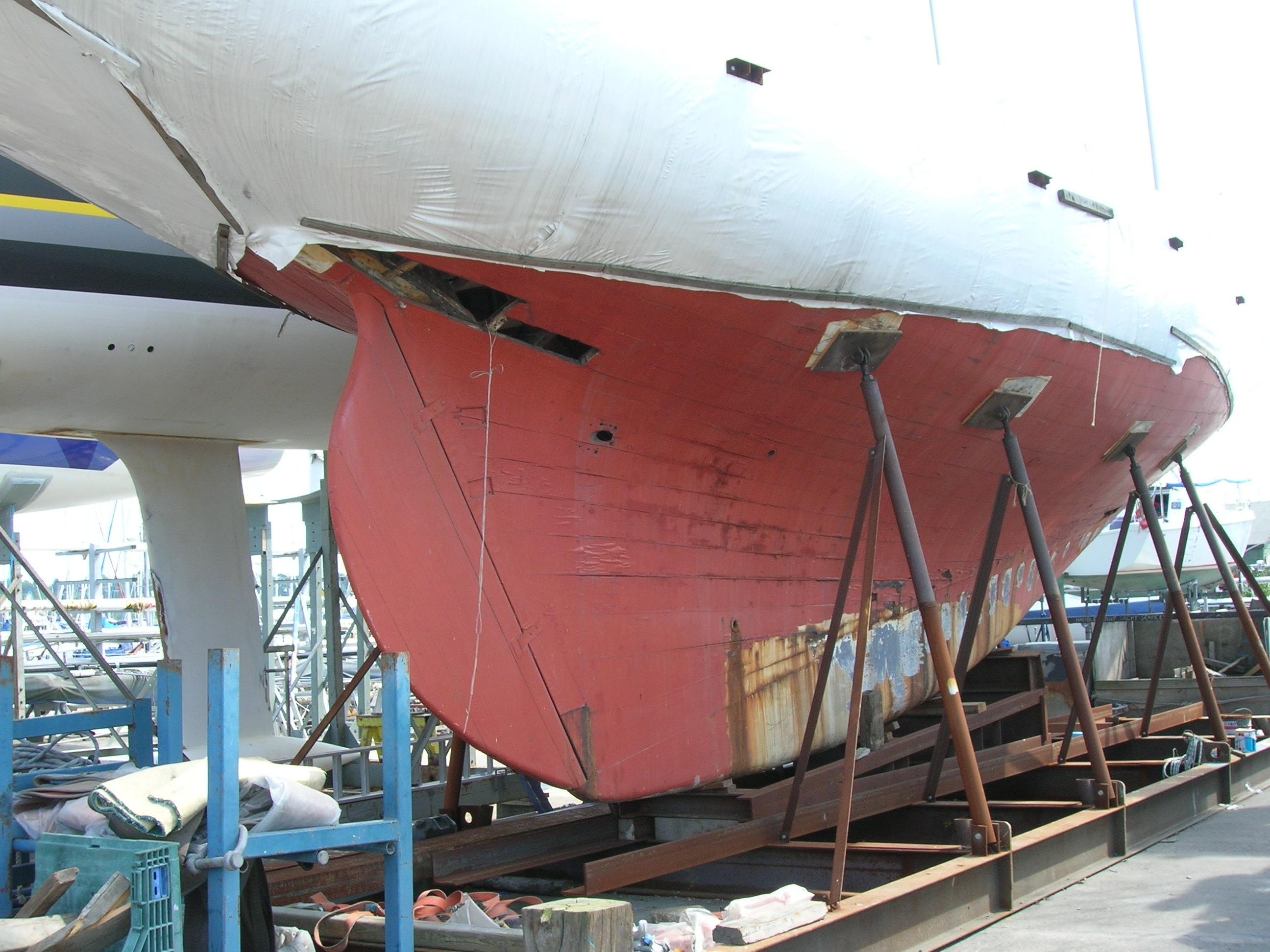
Längkölad båt med ett större lateralplan

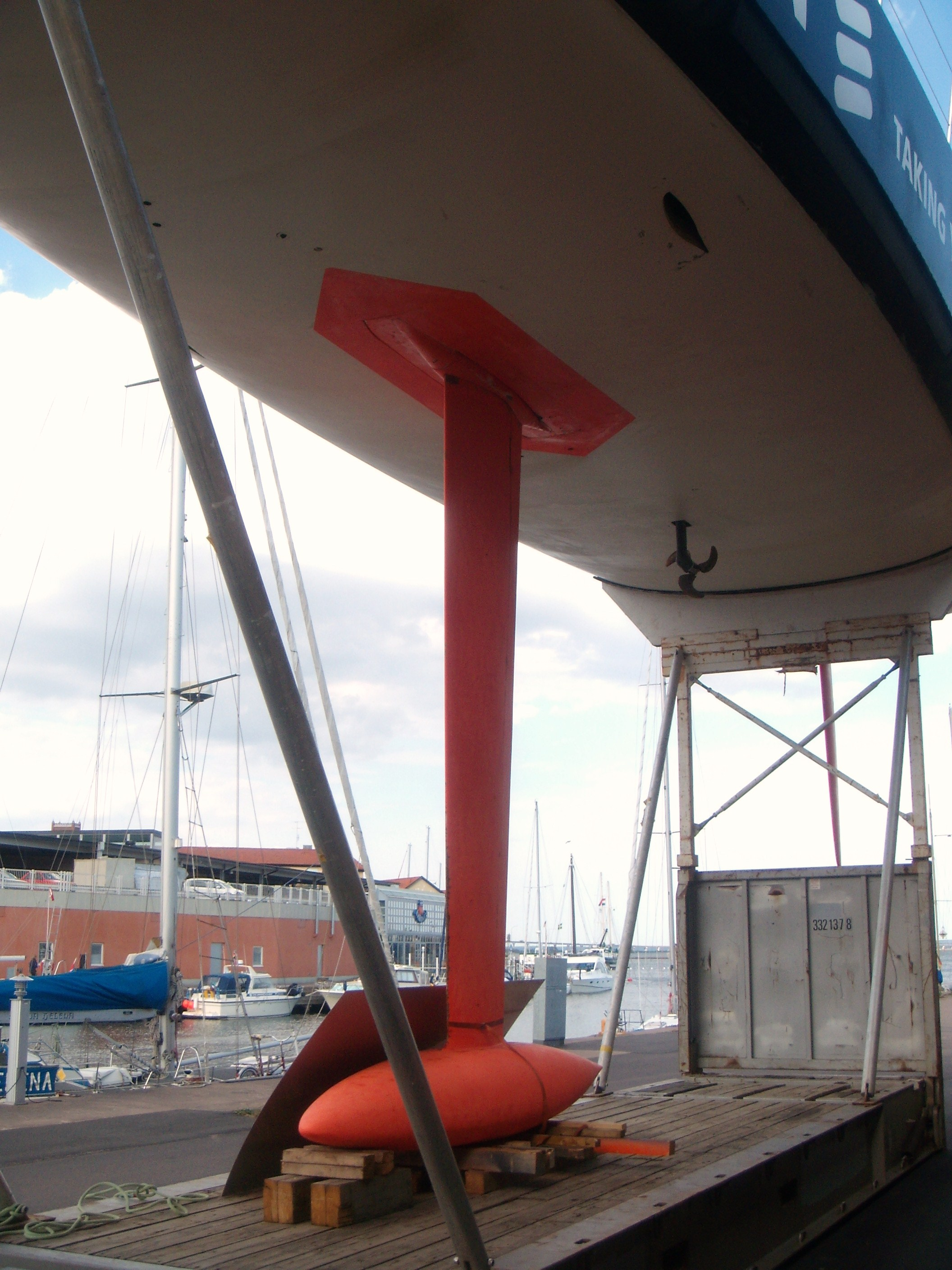
Båt med ett litet lateralplan

Lateralplanet är den del av båt eller fartygs skrov inklusive köl, centerbord och roder som befinner sig under dess vattenlinje sett i projektion från sidan.
Lateralplanet utformning och storlek har stor betydelse för skrovs avdrift vid till exempel segling där seglets sidokrafter påverkar skrovet vid till exempel bidevind. Ett skrov med ett större lateralplan minskar avdriften i förhållande till ett skrov med ett mindre lateralplan, korta och djupa lateralplan är mest verkningsfulla mot avdrift  Även ett motordrivet skrov som påverkas av vind, vågor eller vattnets strömning har olika stor eller liten avdrift beroende ett stort eller litet lateralplan samt dess utformning.
1. ↑  Nautisk uppslagsbok ISBN 91-518-4156-8